# Clytia hemisphaerica
Espèce
Clytia hemisphaerica est une espèce d'hydrozoaires de la famille des Campanulariidae. C'est une espèce modèle bien adaptée à la manipulation expérimentale du fait d’une organisation simple et de la transparence des gonades permettant de suivre la gamétogenèse in vivo.

## Systématique
Le nom valide complet (avec auteur) de ce taxon est Clytia hemisphaerica (Linnaeus, 1767).
L'espèce a été initialement classée dans le genre Medusa sous le protonyme Medusa hemisphaerica Linnaeus, 1767.
Clytia hemisphaerica a pour synonymes :
- Campanularia acuta Stechow, 1919
- Campanularia attenuata Stechow, 1919
- Campanularia brachycaulis Stechow, 1919
- Campanularia coronata Clarke, 1879
- Campanularia edwardsi Nutting, 1901
- Campanularia gegenbauri Sars, 1857
- Campanularia gigantea Hincks, 1866
- Campanularia hemisphaerica (Linnaeus, 1767)
- Campanularia johnstoni Alder, 1856
- Campanularia minuta Nutting, 1901
- Campanularia raridentata Alder, 1861
- Campanularia serrulata Bale, 1888
- Campanularia villafrancensis Stechow, 1919
- Campanularia volubiliformis M.Sars, 1857
- Clytia bicophora Agassiz, 1862
- Clytia compressa Totton, 1930
- Clytia coronata (Clarke, 1879)
- Clytia edwardsi (Nutting, 1901)
- Clytia gigantea (Hincks, 1866)
- Clytia grayi Nutting, 1901
- Clytia hemispherica (Linnaeus, 1767)
- Clytia inconspicua (Forbes, 1848)
- Clytia johnstoni (Alder, 1856)
- Clytia laevis Weismann, 1883
- Clytia languida (A.Agassiz, 1862)
- Clytia minuta (Nutting, 1901)
- Clytia obeliformis Stechow, 1914
- Clytia phosphorica (Péron & Lesueur, 1810)
- Clytia raridentata (Alder, 1861)
- Clytia serrulata (Bale, 1888)
- Clytia similis Fraser, 1947
- Clytia urnigera Lamouroux, 1816
- Clytia viridicans (Leuckart, 1956)
- Epenthesis bicophora (L.Agassiz, 1862)
- Eucope affinis Gegenbaur, 1857
- Eucope variabilis Claus, 1864
- Laomedea gigantea (Hincks, 1866)
- Laomedea villafrancensis (Stechow, 1919)
- Medusa hemisphaerica Linnaeus, 1767
- Oceania languida A.Agassiz, 1862
- Oceania magnifica Mayer, 1900
- Oceania phosphorica Péron & Lesueur, 1810
- Phialidium bicophorum (A.Agassiz, 1892)
- Phialidium bicophorum (L.Agassiz, 1862)
- Phialidium hemisphaericum (Gronovius, 1760)
- Phialidium hemisphaericum (Linnaeus, 1767)
- Phialidium johnstoni Hincks, 1868
- Phialidium languidum (A.Agassiz, 1862)
- Phialidium minutum (Nutting, 1901)
- Phialidium variabile (Claus, 1864)
- Phialidium viridicans Leuckart, 1856
- Thaumantias achroa Cobbold, 1858
- Thaumantias hemispherica (Linnaeus, 1767)
- Thaumantias inconspicua Forbes, 1848
- Thaumantias lineata Forbes, 1848
- Thaumantias pileata Forbes, 1841
- Thaumantias punctata Forbes, 1848
- Thaumantias sarnica Forbes, 1848